# Unstructured Supplementary Service Data

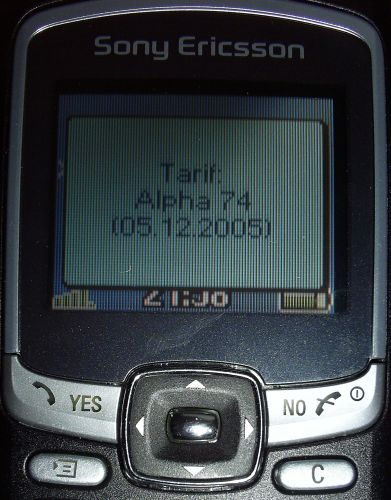
USSD odpověď na displeji mobilního telefonu Sony Ericsson

Unstructured Supplementary Service Data (USSD), česky nepříliš vhodně překládané jako nestrukturovaná data doplňkové služby, je protokol používaný mobilními telefony GSM pro interaktivní komunikaci se servery mobilního operátora. Nejznámější použití je dotaz na výši zbývajícího kreditu u předplacených SIM karet aktivovaný pomocí kódu *…#, ale USSD se může používat i pro přístup k WAP službám, pro zpětná volání u předplacených karet, mobilní platební služby, služby pro poskytování obsahu závislého na poloze účastníka, informační služby zpřístupňované pomocí menu a pro konfiguraci telefonních služeb v mobilní síti.
USSD zprávy mohou mít délku až 182 alfanumerických znaků. Pro přenos USSD zprávy se na rozdíl od Short Message Service (SMS) vytváří spojení umožňující obousměrnou komunikaci v reálném čase. Spojení zůstává otevřené pro odeslání žádosti a příjem odpovědi nebo pro obousměrnou výměnu dat. Díky tomu bývá komunikace pomocí USSD rychlejší než pomocí SMS.

## Použití
Uživatel může zadat zprávu pomocí klávesnice mobilního telefonu. Telefon odesílá zprávy na počítač (USSD gateway) v domovské nebo navštívené síti. USSD gateway posílá odpověď zpátky na mobilní telefon, kde může být zobrazena na obrazovce, má však velmi jednoduchou formu. Zprávy posílané pomocí USSD nejsou definovány žádnou standardizační organizací, takže mobilní operátor může implementovat libovolné služby, které považuje za vhodné pro své účastníky.
USSD může být použito pro poskytování nezávislých služeb jako je zpětné volání (např. pro použití levnější služby při roamingu), pokročilé funkce mobilního marketingu a pro interaktivní datové služby (např. oznamování kurzu akcií a sportovních výsledků).
Jednou z nejpoužívanějších USSD služeb je dotaz na zbývající kredit u předplacených GSM karet. Aplikace pro kontrolu kreditu může skrývat detaily USSD protokolu. Po odeslání kódu (např. *22#, *101#, *104# – závisí na poskytovateli) se po několika sekundách objeví na displeji mobilního telefonu zpráva s informací o zůstatku.
USSD může být použito i pro dobíjení kreditu na předplacených telefonních kartách a pro doručování jednorázových hesel nebo PIN kódů.
Někteří operátoři používají USSD pro zasílání zpráv a aktualizací ze sociálních sítí jako je Facebook a Twitter.
Použití USSD se někdy kombinuje se službou SMS: na požadavek účastníka zaslaný pomocí USSD síť odpoví potvrzením ve formě SMS („Děkujeme, váš požadavek se právě zpracovává. O výsledku vám bude poslána SMS.“), po kterém mohou následovat další SMS zprávy informující účastníka o stádiu zpracování požadavku a o jeho výsledku. V těchto případech jsou SMS použity pro tlačení („push“) odpovědí nebo aktualizací na telefon, pokud je síť schopna je posílat; USSD se používá pouze pro posílání řídicích příkazů.

## Technické detaily
Většina mobilních telefonů GSM službu USSD podporuje, významnou výjimkou je většina telefonů s Microsoft Windows. Obecně je spojena se zprávami v reálném čase a s instantními zprávami. U USSD zpráv neexistuje podpora store and forward, která je typická pro SMS zprávy, kde zprávy procházejí přes středisko krátkých textových zpráv.
USSD fáze 1 specifikovaná v GSM 02.90 podporuje pouze operace vyžádané mobilním telefonem („pull“ operace). Přes jádro sítě se zprávy dopravují pomocí protokolu MAP. USSD fáze 2 specifikovaná v GSM 03.90 podporuje i zprávy iniciované sítí („push“ operace).

## Formát
USSD zprávy začínají jedním nebo dvěma nečíslicovými znaky z klávesnice GSM telefonů – hvězdička (* asterisk) a křížek (mřížka) (# number sign) následovanou posloupností číslic kódující příkazy nebo data. Skupiny číslic mohou být oddělovány dalšími hvězdičkami. Zpráva je vždy zakončena znakem křížek.
Příklady USSD kódů:
- *101#
- *109*72348937857623#

Po zadání a odeslání USSD kódu na GSM telefonu, zobrazí se odpověď od GSM operátora během několika sekund.